# Nationaal Park Berchtesgaden

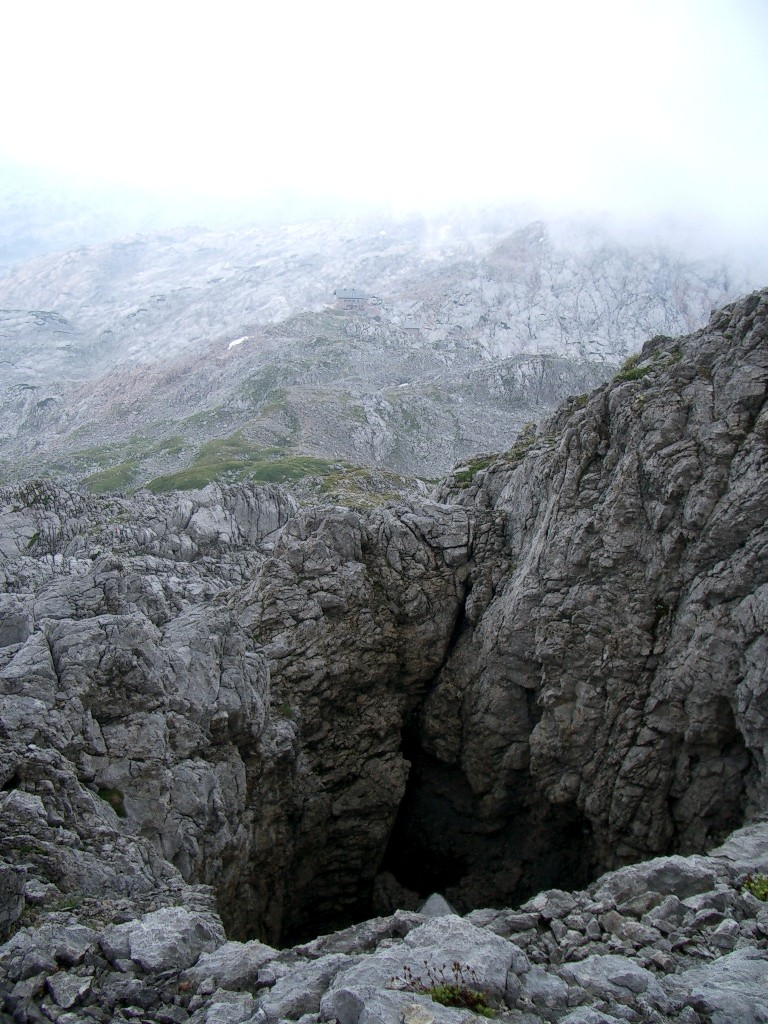
Steinernen Meer

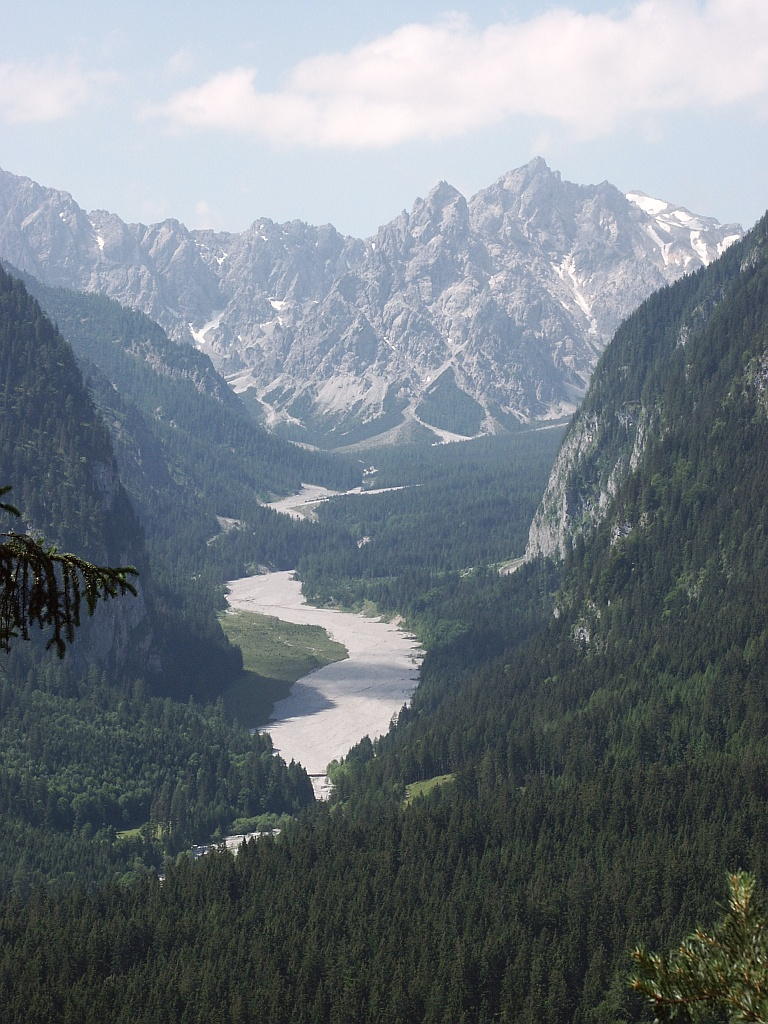
Wimbachgries tussen Watzmann en Hochkalter

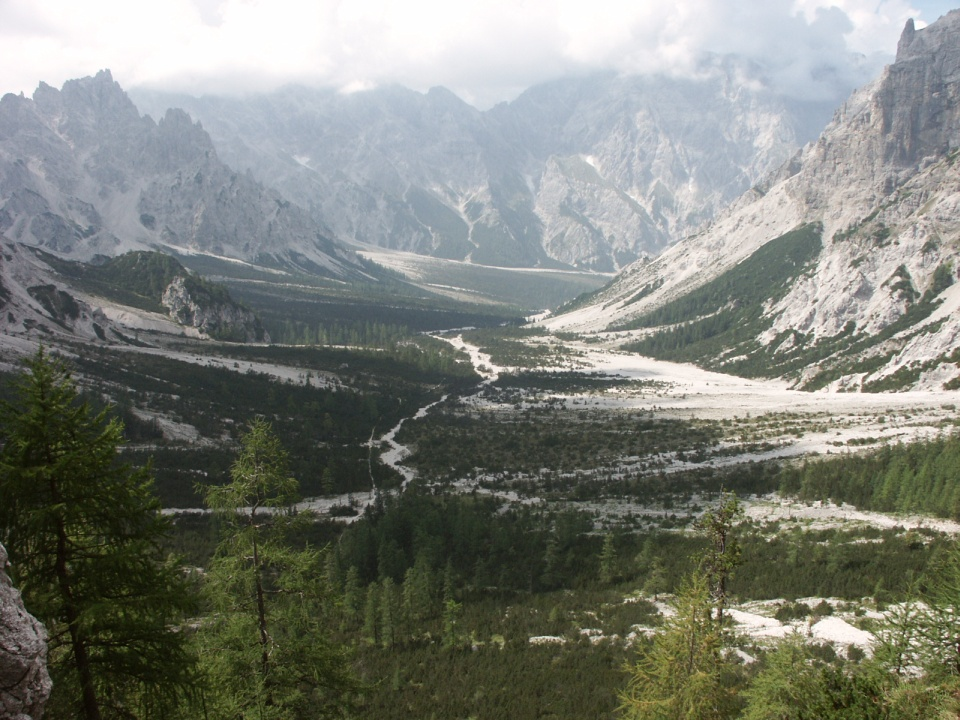
Blik op Wimbachgries

Nationaal Park Berchtesgaden (Duits: Nationalpark Berchtesgaden) in het Beierse district Berchtesgadener Land, gesticht in 1978, is het enige Duitse nationale park in de Alpen. Het gebied heeft een oppervlakte van 208 km² en is onderdeel van het in 1990 door de UNESCO gestichte Biosfeerreservaat Berchtesgaden. Het park is ook beschermd gebied in het kader van de Europese Vogelrichtlijn.

## Geografie
Het park grenst in het oosten, zuiden en zuidwesten aan de Oostenrijkse provincie Salzburg. Het park ligt op een hoogte die varieert van 603,3 (Königssee) tot 2713 m boven de zeespiegel. Het hoogste punt in het nationale park is een van de toppen van de Watzmann, het centrale massief van de Berchtesgaden Alpen. Van bijzonder belang is de Wimbachgries, een vallei die is gevuld met tot 300 meter dik puin, over een afstand van tien kilometer. Bij het bergmeer de Funtensee meet men  vaak de laagste temperatuur van Duitsland.

## Ontstaan park
De eerste stappen tot de stichting van het park werden gezet door de Vereins zum Schutz und zur Pflege der Alpenpflanzen. In 1910 ontstond een beschermd gebied,Pflanzenschonbezirk Berchtesgadener Alpende van 83 vierkante kilometer groot, met de Königssee, de Obersee en de omliggende bergen. Tijdens de Eerste Wereldoorlog ontstond het plan om een Beierse leeuw als een "oorlogsmonument" aan te brengen in het gebied.  Dit leidde tot veel protesten, onder meer van de Bund Naturschutz, die bereikte dat in 1921, het "natuurgebied Königssee" werd gesticht, met een oppervlakte van ongeveer 200 km². In de Tweede Wereldoorlog werd het formeel tevens een gebied voor bescherming van de fauna, maar de facto een jachtgebied.
De inspanningen van de gemeente Ramsau, de  toerismevereniging Berchtesgadener Land en de stad Berchtesgaden om een kabelbaan te bouwen, leidden - als een reactie - tot de instelling van het Nationale Park Berchtesgaden door de deelstaat Beieren. Aanvankelijk werd het plan om tot dit park te komen, zwaar bekritiseerd door de omliggende gemeenten, die er uiteindelijk in slaagden een deel van de verantwoordelijkheid van het beheer te verkrijgen. Na verloop van tijd werd het Nationaal Park meer  geaccepteerd door de lokale gemeenschappen.

## Doel
Uitgaande van de richtlijnen van de International Union for Conservation of Nature and Natural Resources zijn er voor het park de volgende doelstellingen vastgesteld: bescherming van de gehele natuur, wetenschappelijk onderzoek, educatie en het bieden van recreatiegelegenheid voor de  bezoekers.

## Fauna
Tot de zoogdierfauna behoren onder meer edelhert, gems, marmot en sneeuwmuis. Onder de 100 soorten vogels die broeden in het park, zijn de steenarend, het korhoen, het auerhoen, de raaf, de notenkraker en de rotskruiper. In het gebied leven 16 soorten amfibieën en reptielen en 15 vissoorten. Deze omvatten een aantal bedreigde diersoorten zoals de adder, gladde slang, ringslang, salamander, en Königssee meerforel. Typische insectensoorten zijn de alpenboktor en de Apollovlinder. Oorspronkelijk waren er ook wisenten, lynxen, bruine beren, wolven en otters.

## Toerisme
In het park zijn veel paden en loopbruggen (samen ongeveer 260 km) die een verscheidenheid aan bergtochten mogelijk maken. Hier en daar mag worden gefietst, gevaren en gezwommen. Er zijn zes informatie-centra. Een van de culturele attracties van het park is de Kerk van Sint-Bartholomeüs, bij de Königssee.